# 日高昭二
日高昭二（ひだか しょうじ、1945年5月15日 - ）は、日本近代文学研究者、神奈川大学名誉教授。妻は歌人の日高堯子。

## 人物
茨城県生まれ。早稲田大学国文科卒、同大学院文学研究科修士課程修了。麻布高校教諭を経て、1979年より藤女子短期大学助教授。その後、神奈川大学外国語学部助教授、教授。2016年定年、名誉教授。日本近代文学会代表理事。

## 著書
- 『伊藤整論』有精堂　新鋭研究叢書 1985
- 『文学テクストの領分 都市・資本・映像』白地社　21世紀叢書 1995
- 『菊池寛を読む』岩波セミナーブックス 2003
- 『占領空間のなかの文学――痕跡・寓意・差異』岩波現代全書、2015

### 共編など
- 『近代つくりかえ忠臣蔵』編　岩波書店　2002
- 『編年体大正文学全集 第11巻(大正11年)』編　ゆまに書房　2002
- 『未刊行著作集 19　福永武彦』明治大正昭和文化研究会監修　和田能卓共編　白地社　2002
- 『海外新興芸術論叢書 刊本篇』全12巻 五十殿利治と監修　ゆまに書房　2003
- 『海外新興芸術論叢書 新聞・雑誌篇』全10巻 五十殿利治と監修　ゆまに書房　2005
- 『「改造」直筆原稿の研究 山本実彦旧蔵・川内まごころ文学館所蔵』紅野敏郎共編　雄松堂出版　2007
- 『表象としての日本 移動と越境の文化学』編　御茶の水書房　2009　神奈川大学人文学研究叢書
- 『大坂の陣 近代文学名作選』編　岩波書店、2016

## 論文
- <日高昭二

## 参考
- 文藝年鑑2009